# Anke Engelke
Anke Engelke, właśc. Anke Christina Fischer (ur. 21 grudnia 1965 w Montrealu, Kanada) – niemiecka aktorka komediowa i dubbingowa.

## Życiorys
W wieku sześciu lat Anke Engelke zamieszkała z rodzicami w Rösrath koło Kolonii w Niemczech. Śpiewała w chórze szkolnym, w 1978 została zauważona przez Udo Jürgensa podczas występu przed publicznością.
W latach 1979–1986 prowadziła w kanale ZDF codzienne programy dziecięce oraz cotygodniowy magazyn sportowy „Pfiff” dla dzieci i młodzieży. W Radio Luxembourg moderowała w latach 1978–1980 audycję Moment mal, w stacji radiowej SWF (Südwestfunk) w Baden-Baden w roku 1986 zdobyła wykształcenie na redaktorkę.
Anke Engelke specjalizuje się w parodiowaniu środkami aktorskimi znanych osób ze świata polityki, kultury i biznesu. Popularność przyniosły jej występy w cotygodniowym programie stacji SAT1 „Wochenshow” (niem. show tygodnia, słowo podobne w brzmieniu do „Wochenschau” – przegląd tygodnia) w latach 1996–2002, gdzie parodiowała m.in. Angelę Merkel. Partnerowali jej znani aktorzy-parodyści: Ingolf Lück, Bastian Pastewka, Markus Maria Profitlich i inni. W każdym programie występowała w roli prezenterki telewizyjnej, odczytującej z powagą absurdalne wiadomości, i w roli piosenkarki grupy pop imieniem Ricky.
W latach 2001–2003 i ponownie w latach 2008–2013 prowadziła swój autorski program „Ladykracher” (z niem. kłótliwa dama).
W 2011 roku poprowadziła ze Stefanem Raabem i Judith Rakers Konkurs Piosenki Eurowizji, który odbył się w Düsseldorfie. Od 2013 roku przygotowuje reportaże dla audycji Sowas wie …. W latach 2013–2015 prowadziła talk-show Anke hat Zeit. Od 2023 roku prowadzi podcast Quality Time.
Nagrała dubbing rybki „Dorie” do niemieckiej wersji filmu Gdzie jest Nemo? oraz postaci Marge Simpson w serialu Simpsonowie

### Życie prywatne
1994 wyszła za mąż za muzyka-klawiszowca Andreasa Grimma i urodziła córkę. Małżeństwo zakończyło się rozwodem w maju 2005. W latach 1999–2003 była w nieformalnym związku z pisarzem Benjaminem von Stuckrad-Barre. Ojcem jej dwóch synów (ur. w czerwcu 2005 i styczniu 2009) jest dyrygent zespołu muzycznego Claus Fischer, z którym wzięła ślub w grudniu 2005.

## Filmografia
- 2001 – But Manitou
- 2006 – Wyspa dinozaura, jako Wutz (dubbing)